# سباق باريس روبيه 1951
طواف باريس 1951 هو سباق دراجات هوائية أقيم بتاريخ 8 أبريل، تكون السباق من مرحلة واحدة، وامتدّ لمسافة 247 كم، وبسرعة 40.355 كم/س، استغرق السباق 6 ساعات و07 دقيقة و14 ثانية.